# Radhika Coomaraswamy
Radhika Coomaraswamy, née le 17 septembre 1953 à Colombo, est une femme politique srilankaise, représentante spéciale du secrétaire général des Nations unies pour les enfants et les conflits armés. Elle est aussi membre du Cabinet du secrétaire général des Nations unies.
Elle est juriste de formation et présidente de la Commission des droits de l’homme du Sri Lanka depuis 2003. Entre 1994 et 2003, elle était la rapporteure spéciale de la Commission des droits de l'homme des Nations unies.
Elle est titulaire d'une licence de l’université Yale, d’un diplôme de Juris Doctor de l’université d'Oslo et du « prix Robert S. Litvack » de l’université McGill.